# Cosmo's Cosmic Adventure
Cosmo's Cosmic Adventure è un Videogioco a piattaforme per MS-DOS, pubblicato nel 1992 da Apogee Software in modalità shareware. L'ideatore del gioco è Todd Replogle, già autore di Duke Nukem. Il gioco, per la sua non elevata difficoltà e per i suoi contenuti, è adatto a tutte le età.

## Trama
Cosmo è un ragazzino alieno che sta andando in gita a Disney World con i suoi genitori. Durante il viaggio, la loro navetta spaziale è colpita da una cometa, costringendoli ad atterrare su un pianeta sconosciuto per ripararla. Mentre il padre è al lavoro, Cosmo decide di esplorare lo strano pianeta, ma quando ritorna all'astronave, i suoi genitori sono spariti. L'unica cosa che può fare è mettersi alla loro ricerca, prima che vengano divorati dai misteriosi abitanti del posto.

## Modalità di gioco
Cosmo deve trovare l'uscita di ogni livello; può saltare sui nemici per ucciderli, oppure utilizzare delle bombe contro di essi; ha l'abilità di attaccarsi alla maggior parte delle pareti, grazie alle sue mani a ventosa. Ci sono inoltre alcuni elementi interagibili, come molle per saltare più in alto, interruttori, e piattaforme mobili. La vita è rappresentata da tre barre verdi; quando Cosmo viene colpito ne perde una, e se le perde tutte deve ricominciare il livello da capo. Esistono comunque power-up che la ripristinano, oltre ad altri che permettono di aggiungere delle barre, fino ad un massimo di cinque.

### Livelli bonus
Ognuno dei tre episodi del gioco è composto da 13 livelli; ogni due c'è la possibilità, avendo collezionando un numero sufficiente di stelle, di accedere a dei livelli bonus, particolarmente ricchi di power-up.

## Tecnologia
Sebbene il gioco sia in EGA a 16 colori, è graficamente molto curato, e dotato di uno sfondo in parallasse per trasmettere un senso di tridimensionalità. In particolare, sono da notare le varie animazioni del protagonista, ad esempio quando cade da altezze elevate.
Il gioco supporta la scheda audio AdLib solamente per la musica, dato che gli effetti sonori sono generati dal PC speaker.

## Colonna sonora
La musica del titolo, composta da Robert Prince, è ispirata a Tush degli ZZ Top. 